# دروکسیکام
دروکسیکام(به انگلیسی: Droxicam) یک داروی ضدالتهاب غیراستروئیدی از کلاس اوکسیکام‌ها است. این دارو، پیش داروی پیروکسیکام است و برای تسکین درد و التهاب در اختلالات اسکلتی-عضلانی مانند روماتیسم مفصلی و آرتروز استفاده می‌شود.